# 요제프 레빈

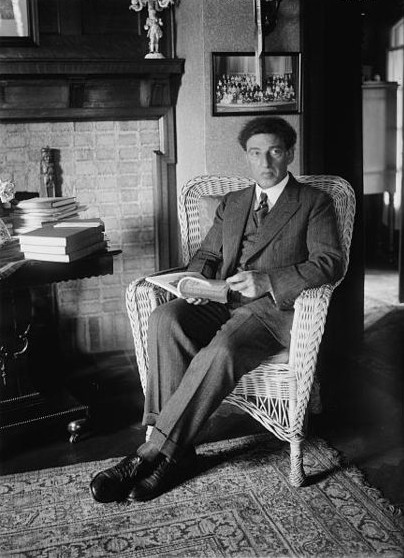

요제프 레빈(1874년 12월 13일 – 1944년 12월 2일)은 러시아의 피아니스트이자 피아노 교사였다. 레빈은 1924년에 피아노 연주에 대한 고전으로 간주되는 짧은 책을 썼다.
요제프 아르카디예비치 레빈은 모스크바 남쪽 오욜의 유대인 음악가 집안에서 태어났다. 그는 모스크바의 제국 음악원에서 바실리 사포노프의 지도를 받았다. 그는 14살 때 음악 영웅 안톤 루빈스타인이 지휘한 공연에서 루트비히 판 베토벤의 피아노 협주곡 5번을 연주했다.. 그는 세르게이 라흐마니노프와 알렉산드르 스크랴빈을 포함한 반에서 수석으로 졸업하여 1892년 피아노 부문에서 금메달을 땄다. 1895년 베를린에서 열린 제2회 안톤 루빈스타인 콩쿠르에서 우승한 레빈은 루빈스타인의 피아노 협주곡 5번 E플랫 장조로 33명의 후보 중 가장 유력한 피아니스트로 떠올랐다.
1898년, 레빈은 모스크바 음악원의 동료 학생인 로지나 베시와 결혼했다. 두 사람은 함께 콘서트를 열기 시작했는데, 이것은 그가 죽을 때까지 지속되었다. 반유대주의와 러시아 혁명의 정치적 격동에 직면한 그들은 1907년 베를린으로 이주했다. 그곳에서 레빈은 당대 최고의 거장이자 스승으로 명성을 얻었다. 그들은 제1차 세계 대전이 발발하자 적군 외계인으로 선언되어 그곳에 갇히게 되었다. 이들은 1917년 혁명으로 러시아 은행에 저축한 돈을 잃고 전쟁으로 인해 콘서트에서 공연할 수 없었다. 그들은 몇 년간의 고난을 견뎌냈고, 소수의 학생들로부터의 가난한 수입으로 살아남았다.
전쟁이 끝난 후 그들은 마침내 독일을 떠나게 되었고, 1919년 미국 뉴욕으로 이주했다. 레빈은 콘서트 활동을 계속했고 줄리어드에서 피아노를 가르쳤다. 그는 공연보다 가르치는 것을 더 즐겼다. 그는 콘서트 투어와 교직 생활에 정착했다. 레빈은 1922년부터 매년 여름 보니옥스에서 시간을 보내며 공공 생활에서 벗어나 휴식을 취했고 때로는 젊은 음악가들을 가르쳤다. 그는 70세 생일을 며칠 앞둔 1944년 심장마비로 급사했다.